# West Tilbury
 (avril 2023).
Pour les articles homonymes, voir Tilbury (homonymie).
West Tilbury est un village et une ancienne paroisse civile de l'Essex, en Angleterre.